# Nils Möller (jordbruksforskare)
Nils Jakob Möller, född 1 juni 1933 i Lund, är en svensk jordbruksforskare och professor emeritus.
Möller är son till agronomerna Ernst Möller och Gunnel, ogift Sommarin. Han avlade agronomexamen 1962, Master of Science (MSc) 1964, agronomie licentiat 1971 och agronomie doktor då han 1975 disputerade i Uppsala på avhandlingen Conventional coulters for small grain drilling. Han var verksam vid Sveriges lantbruksuniversitet i Uppsala från 1962 och utnämndes 1976 till professor i lantbrukets energi- och materialhanteringsfrågor där, han blev prefekt vid institutionen för lantbruksteknik 1981 och professor och prodekanus vid lantbruksvetenskapliga fakulteten 1983. Han blev ledamot av Styrelsen för teknisk utveckling STU forskningsråd 1984.
Han gifte sig 1961 med sjukvårdslärare Ingrid Jönsson (1937–2006), dotter till lantbrukare John Jönsson och Elly Jönsson.